# Cristóbal Leturia Infante
Juan Cristóbal Leturia Infante (Providencia, 20 de diciembre de 1979) es un ingeniero civil industrial, consultor de empresas y político chileno. Entre noviembre de 2019 y marzo de 2022 se desempeñó como subsecretario de Obras Públicas bajo el segundo gobierno del presidente Sebastián Piñera, siendo ministro Alfredo Moreno.

## Familia y estudios
Es uno de los ocho hijos del matrimonio formado por Francisco Javier Leturia Mermod y Alicia María Infante Espiñeira. Realizó sus estudios básicos en una fundación en San Antonio.
Realizó sus estudios superiores en la carrera de ingeniería civil industrial en la Universidad de Chile y obtuvo un magíster en Políticas Públicas de la Universidad del Desarrollo (UDD).
Es divorciado y padre de tres hijos.

## Trayectoria política
Entre 2010 y 2011, durante el primer gobierno de Sebastián Piñera fue jefe de la División de Desarrollo Regional del Ministerio del Interior. En dicho cargo fue uno de los responsables de la creación del «Fondo Nacional de Desarrollo Regional» por parte de los diversos gobiernos regionales a lo largo del país.
Entre 2012 y 2013, trabajó como especialista de Desarrollo Integral de la Organización de Estados Americanos (OEA) en Washington D. C., Estados Unidos.
Hasta febrero de 2018 se desempeñó como socio y gerente general de RELMO Consultorías, firma dedicada a proveer de apoyo y capacitaciones a las empresas en temas organizacionales.
Entre el 3 de abril de 2018 y noviembre de 2019 ejerció como gerente general del Servicio de Cooperación Técnica (Sercotec).
El 27 de noviembre de 2019 fue designado por el presidente Piñera como subsecretario de Obras Públicas en el MOP, sucediendo a Lucas Palacios.

## Historial electoral

### Elecciones parlamentarias de 2009
Diputados por el distrito 51 (Cholchol, Freire, Nueva Imperial, Pitrufquén, Saavedra y Teodoro Schmidt)
| Candidato                      | Pacto                                            | Partido | Votos  | %     | Resultado |
| ------------------------------ | ------------------------------------------------ | ------- | ------ | ----- | --------- |
| Joaquín Tuma Zedan             | Concertación y Juntos Podemos por más Democracia | PPD     | 16 327 | 24,36 | Diputado  |
| José René Inostroza Valenzuela | Concertación y Juntos Podemos por más Democracia | ILA     | 12 077 | 18,02 |           |
| José Manuel Edwards Silva      | Coalición por el Cambio                          | RN      | 11 275 | 16,82 | Diputado  |
| Cristóbal Leturia Infante      | Coalición por el Cambio                          | UDI     | 14 484 | 12,06 |           |
| Eduardo Díaz Herrera           | Chile Limpio. Vote Feliz                         | PRI     | 6354   | 9,42  |           |
| Domingo Ñancupil Baeza         | Nueva Mayoría para Chile                         | ILC     | 4214   | 6,29  |           |
| Adolfo Millabur Ñancuil        | Nueva Mayoría para Chile                         | ILC     | 3891   | 5,81  |           |
| Andrés Matta Cuminao           | Chile Limpio. Vote Feliz                         | PRI     | 2114   | 3,15  |           |

### Elecciones parlamentarias de 2017
- Elecciones parlamentarias de 2017 a Diputado por el distrito 9 (Cerro Navia, Conchalí, Huechuraba, Independencia, Lo Prado, Quinta Normal, Recoleta y Renca)[11]

| Candidato                  | Pacto                    | Partido | Votos  | %     | Resultados |
| -------------------------- | ------------------------ | ------- | ------ | ----- | ---------- |
| Karol Cariola Oliva        | La Fuerza de la Mayoría  | PCCh    | 50 449 | 14.95 | Diputada   |
| Érika Olivera de la Fuente | Chile Vamos              | IND-RN  | 30 784 | 9.13  | Diputada   |
| Sebastián Keitel Bianchi   | Chile Vamos              | IND-EVO | 30 233 | 8.96  | Diputado   |
| Maite Orsini Pascal        | Frente Amplio            | RD      | 21 850 | 6.48  | Diputada   |
| Jorge Durán Espinoza       | Chile Vamos              | RN      | 19 485 | 5.78  | Diputado   |
| Claudia Nogueira Fernández | Chile Vamos              | UDI     | 19 444 | 5.76  |            |
| Cristina Gidardi Lavín     | La Fuerza de la Mayoría  | PPD     | 16 183 | 4.8   | Diputada   |
| Eddy Roldán Cabrera        | Independiente            | IND     | 15 040 | 4.46  |            |
| Gonzalo Navarrete Muñoz    | La Fuerza de la Mayoría  | PPD     | 13 421 | 3.98  |            |
| Cristián Bowen Garfias     | Convergencia Democrática | DC      | 12 031 | 3.57  |            |
| Jorge Rosales Vargas       | Frente Amplio            | PEV     | 9087   | 2.69  |            |
| Katherine Martorell Awad   | Chile Vamos              | RN      | 8688   | 2.58  |            |
| Carolina Mora Saa          | Convergencia Democrática | DC      | 7546   | 2.24  |            |
| Karina Delfino Mussa       | La Fuerza de la Mayoría  | PS      | 7510   | 2.23  |            |
| Pilar Durán Baronti        | La Fuerza de la Mayoría  | PS      | 7131   | 2.11  |            |
| Catalina Vidal Méndez      | Frente Amplio            | PH      | 5642   | 1.67  |            |
| Erick Coñoman Garay        | Frente Amplio            | PODER   | 4886   | 1.45  |            |
| Rodrigo Albornoz Pollmann  | Convergencia Democrática | DC      | 4856   | 1.44  |            |
| Boris Barrera Moreno       | La Fuerza de la Mayoría  | PCCh    | 4347   | 1.29  | Diputado   |
| Cristóbal Leturia Infante  | Chile Vamos              | UDI     | 2754   | 0.82  |            |